# Wow/Grape Jam
Wow/Grape Jam är musikgruppen Moby Grapes andra studioalbum som gavs ut i april 1968 som en dubbel-LP på skivbolaget Columbia Records. Albumet gavs ut som två olika album i separata omslag, men förpackades tillsammans och såldes för samma pris som för priset på en LP, eller för endast en dollar extra.
Varje album kom senare som en enskild CD med bonusspår. 

## LåtlistaWow
(Kompositör inom parentes)
Sida 1
1. "The Place and the Time" (Jerry Miller, Don Stevenson) – 2:07
2. "Murder in My Heart for the Judge" (Miller, Stevenson) – 2:58
3. "Bitter Wind" (Bob Mosley) – 3:09
4. "Can't Be So Bad" (Miller, Stevenson) – 3:41
5. "Just Like Gene Autry: A Foxtrot" (Skip Spence) – 3:05 (separat 75RPM-spår)

Sida 2
1. "He" (Peter Lewis) – 3:36
2. "Motorcycle Irene" (Spence) – 2:24
3. "Three-Four" (Miller, Spence) – 5:01
4. "Funky-Tunk" (Spence) – 2:11
5. "Rose Colored Eyes" (Mosley) – 4:00
6. "Miller's Blues" (Miller) – 5:22
7. "Naked, If I Want To" (Miller) – 0:52

Bonusspår på CD-utgåvan från 2007
1. "The Place and the Time" (alternativ version) (Miller, Stevenson) – 2:27
2. "Stop" (demo) (Lewis) – 2:24
3. "Loosely Remembered" (Mosley) – 3:27
4. "Miller's Blues" (alternativ version) (Miller) – 5:23
5. "What's to Choose" (Lewis) – 2:03
6. "Seeing" (Spence) – 5:11

## LåtlistaGrape Jam
Sida 1
1. "Never" (Mosley) – 6:16
2. "Boysenberry Jam" – 6:03
3. "Black Currant Jam" – 7:11

Sida 2
1. "Marmalade" – 14:05
2. "The Lake" (M. Hayworth & Moby Grape) – 4:01

Bonusspår på CD-utgåvan från 2007
1. "Grape Jam #2" – 9:24
2. "Grape Jam #9" – 9:14
3. "Bags' Groove" – 13:24

## Medverkande
Musiker (Moby Grape-medlemmar)
- Peter Lewis – rytmgitarr, sång
- Jerry Miller – sologitarr, sång
- Bob Mosley – basgitarr, sång
- Skip Spence – rytmgitarr, sång
- Don Stevenson – trummor, sång

Bidragande musiker
- Arthur Godfrey – berättare, ukulele på "Just Like Gene Autry: A Foxtrot" (Wow)

Produktion
- David Rubinson – producent
- Don Puluse – ljudtekniker
- Glen Kolotkin – ljudtekniker
- Bob Irwin – mastering
- Eric Schou – omslagsdesign
- Bob Cato – omslagsdesign
- Jim Marshall – foto